# Svět v obrazech
Svět v obrazech (dále jen SVO) byl obrazový týdeník, který vycházel v letech 1945 až 1992. Od počátku svého vzniku navazoval na pojetí a tradice obrazového českého týdeníku Pestrý týden, který vznikl v roce 1926 a přestal vycházet 28. dubna 1945. Ve svém základním obsahu byl Svět v obrazech definován jako nepolitické periodikum určené pro široké čtenářské vrstvy a později pak jako časopis s rodinnou orientací. Základem SVO byly výrazné fotografie, které v něm zaujímaly (oproti textu) největší plochu v celém rozsahu časopisu.

## Historie
Svět v obrazech převzal po skončení druhé světové války ještě v květnu 1945 autorské zázemí Pestrého týdne – řadu redaktorů a fotografů i jeho fotografický archiv. Tisk a výroba SVO pokračovala v Grafických závodech Václav Neubert a synové na pražském Smíchově, kde byla věnována velká pozornost kvalitě tisku (v prvních letech byl SVO tištěn hlubotiskem) a kde se SVO tiskl až do roku 1990.

### První poválečná vydání
První tři zvláštní (mimořádná, nečíslovaná) monotematická vydání poválečného Světa v obrazech v roce 1945 vyšla v rozsahu 8 stran:
- Od barikád k příchodu Rudé armády (26. května 1945);
- Příjezd prezidenta, vlády, armády (1. června 1945) a
- Lidice (10. června 1945).

První řádné číslované vydání SVO vyšlo 15. června 1945.

### Vydavatelé
Vydavatelem SVO bylo nejprve Ministerstvo informací (vzniklo v roce 1945 a v roce 1948 bylo přejmenováno na Ministerstvo informací a osvěty; jeho ministrem byl v letech 1945 až 1953 komunistický novinář Václav Kopecký); později pak Orbis; ČTK; vydavatelství Novinář a Českomoravský novinář, a. s.

### Redakce
Řízení redakce SVO bylo od počátku svého vzniku svěřeno blízkému spolupracovníkovi Vaclava Kopeckého komunistickému politikovi, novináři a poslanci Národního shromáždění dr. Františku Novákovi. Ten stál v čele tříčlenného vedení. Redakci pomáhal v jejím řízení publicista, novinář a fotograf Vladimír Rýpar. Ten po druhé světové válce přešel do redakce SVO z redakce Pestrého týdne, kde byl taktéž redaktorem. Rýpar se stal šéfredaktorem SVO v roce 1955 a působil v této funkci až do roku 1968. (Rýpar úzce spolupracoval například s fotografem Karlem Hájkem.)

### Fotografové
Hlavním fotografem a výraznou osobností, určující celkovou tvář SVO se stal od počátku fotograf Karel Hájek – zakladatel české moderní fotožurnalistiky. Ve své tvorbě se držel vždy hlavního a nejdůležitějšího proudu dění. Jeho tvorba čítá velké množství záběrů vypovídajících komplexně o dějinách českého národa ve 20. století.

## Vývojové trendy SVO
Ihned po skončení druhé světové války byl Pestrý týden považován za proněmecké periodikum hraničící až s kolaborantstvím. Mezi léty 1945 až 1992 změnil SVO několikrát svoji grafickou podobu aby tak aktuálně přizpůsobil svůj obsah době, ve které byl vydáván. Svět v obrazech měl být již od svého založení v roce 1945 jistým způsobem poplatný novému poválečnému uspořádání republiky tak, jak jej předurčilo přijetí Košického vládního programu: měl podporovat nově se formující prosovětské a komunistické vidění světa rezonující s poválečnými náladami a shodně souznějící s nastoleným režimem. Během své historie se SVO vlastně nikdy nevymanil z ideologického vlivu vládnoucího režimu, což ovlivňovalo dlouhodobě i složení tvůrčího týmu týdeníku (tj. redaktorů a fotografů). Mezi léty 1945 až 1992 prošel tento obrazový časopis hned několika historicko–společenskými zlomy ((1945, 1948, 1968, 1989), které jej vždy nadlouho ovlivnily a výrazně dotvářely jeho aktuální podobu.

### Formát
Časopis měl až do roku 1967 rozměry 30 x 42 cm, ale posléze byl jeho formát upraven na velikost 27, 5 x 35 cm, aby ještě po roce 1990 prošel dalším (tentokráte již posledním) formátovým zmenšením.

### Umístění redakce
Původně byla redakce SVO umístěna v tiskárně Václav Neubert a synové na Smíchově. Později se přestěhovala do konstruktivistické budovy Paláce Dunaj na rohu ulic Národní a Voršilská na Praze 1. Dále se redakce přestěhovala do Klimentské ulice číslo 6 a pak do ulice U Prašné brány číslo 3. Od roku 1960 přesídlila redakce znovu na Národní třídu a od 70. let 20. století až do konce své existence bylo sídlo redakce SVO v Pařížské ulici číslo 9 v sídle Českého svazu novinářů a Mezinárodní organizace novinářů.

## Osobnosti, působící v redakci časopisu
V redakci periodika Svět v obrazech se vystřídalo několik desítek českých (nebo ojediněle slovenských) novinářů a fotografů. V 80. letech 20. století se díky aktivitě členů redakce SVO uskutečnilo několik hromadných čtenářských akcí, spojených s průvodem jihočeským městem, do kterých byli zapojeni i čeští malíři, umělci a malá i velká divadla ve městě Třeboň a u tamního rybníka Svět. Konaly se každoročně pod společným názvem: Malujeme Svět, Cesta kolem Světa, Prkna, která znamenají Svět.

### Fotografové profesní
K redakčním profesním fotografům patřil Karel Hájek; nestor české fotografie Bedřich Kocek; Oldřich Rakovec; Robert Wittman. Z těch později narozených, kteří působili v SVO v posledních letech existence periodika to byli Oleg Homola a Lukáš Volek.

### Fotografové externí
K externím fotografům patřili: Josef Hanka; Vilém Heckel; František Jan Hlinovský; Václav Chochola; Václav Jírů; Karol Kállay; Ladislav Sitenský; Zdeněk Tmej; Erich Tylínek; Vilém Kropp; Karel Ludwig; Jan Lukas; Jindřich Marco; Emil Pardubský; Emil Fafek; Leoš Nebor; Blanka Chocholová; Pavel Dias; a další (např. Karel Otto Hrubý; Miroslav Peterka; Vilém Rosegnal...).

### Řadoví redakční novináři
Z řadových redakčních novinářů v redakci působili: Jiří Nožka, Antonín Jelínek, Václav Straka, Jaroslav Bouček, Věra Hellová, Želmíra Živná, Josef Holler, Antonín Kuba, Jiří Čapek, Karel Šmíd, Dušan Spáčil, Herbert Kratzer, Gizberga Bezoušková, Josef Ondrouch, Jaroslav Major, Václav Husák, Lubomír Teprt, Stanislav Motl a jiní. Do SVO psali i četní bývalí zahraniční vojáci ze západní fronty. Obecně měl SVO poměrně velký počet externích přispěvatelů.

### Šéfredaktoři
- František Novák (1945);
- Vladimír Rýpar (1955 až 1968);
- Miroslav Dočkal (1968 až 1970);
- Věra Hellová (1970 až 1983);
- Zdeněk Hrabica[p. 7] (1983 až 1990) a
- Vladimír Kovářík (1990 až 1992).

## Zlomy ve vydávání časopisu

### 1968/1969
V tzv. krizovém období let 1968 až 1969 nezastával SVO podle názoru tehdejší politické moci důsledně marxisticko-leninskou orientaci a jeho vydávání bylo na několik měsíců zastaveno. Obnoveno bylo v lednu 1970.
Několik redaktorů muselo redakci opustit, několik jich mohlo dále pracovat, se zákazem vycestovat do zahraničí. S dalšími vyloučenými udržovala redakce až do roku 1989 spojení a jejich působení probíhalo pod pseudonymy nebo pod pravými jmény kmenových redaktorů. Stejně tak se na práci redakce podíleli jiní novináři a překladatelé, kteří se ocitli na seznamech Federálního nebo českého úřadu pro tisk a informace, byl mezi nimi i pozdější primátor Hlavního města Prahy Jaroslav Kořán a jiní.

### 1985 až 1989
Zvýšenou popularitu čtenářské obce si získala redakce SVO v polovině 80. let 20. století, kdy popularizovala tzv. přestavbu v SSSR. Pravidelně publikovala ruské básníky: Jevgenije Jevtušenka, Alexandra Tvardovského, Roberta Rožděstvenského, písničkáře a herce Vladimíra Vysockého a jiné (ve vynikajících přebásnění z ruštiny od Jaroslava Kabíčka a Ľubomíra Feldeka). Obdobně věnovala pozornost v té době kontroverzně vnímaným tuzemským umělcům: Ladislavu Smoljakovi, Zdeňku Svěrákovi, Michaelu Kocábovi, ale zveřejnila i několikeré rozhovory s Bohumilem Hrabalem. Redakce neopomněla zařadit ani osobnosti začínajícího podnikání: Františka Čubu či Zdeňka Kratochvíla. Reformní stanoviska zaujímali redaktoři i ve svých reportážích ze zahraničních cest do Indie, KLDR, na sovětský Dálný východ, na Kamčatku, či o zanikajícím Aralském jezeře. SVO také reportoval v té době významnou schůzku na nejvyšší úrovni, která se konala na Maltě dne 2. března 1989 mezi americkým prezidentem Georgem Bushem starším a generálním tajemníkem Sovětského svazu Michailem Gorbačovem.

### 1989/1990
V důsledku společensko-politického vývoje po 17. listopadu 1989 přerušil SVO na delší dobu kontinuitu svého vydávání. Obnovení vydávání SVO nastalo po delší přestávce až v roce 1991 a v období od roku 1991 až do zániku v roce 1992 byl SVJ vydáván v Polygrafii, a. s., v Praze 2. Časopis se sice transformoval do role „Nezávislého společenského obrázkového časopisu“, ale z nejrůznějších důvodů, včetně obsahových, finančních a konkurenčních, ukončil v roce 1992 definitivně svou činnost.

## Pokus o obnovení časopisu
Od září 2013 do května 2014 se uskutečnil neúspěšný pokus o obnovení časopisu SVO. Časopis identického jména vycházel v tištěné i elektronické podobě v uvedeném období ve Vydavatelství Sanoma Media (ISSN 2336-1867), ale bylo vydáno jen sedm čísel.